# Claude Rioust
Claude Rioust est un footballeur puis entraîneur français, né le 3 mai 1967 à Sète dans le département de l'Hérault. Il évolue au poste d'attaquant du milieu des années 1980 au début des années 2000. 
Formé au Montpellier HSC, il est avec ce club champion de France de football de Division 2 en 1987. Il fait ensuite l'essentiel de sa carrière au niveau National ou en CFA.
Il devient ensuite entraîneur et dirige notamment les équipes féminines du Arras FCF et du FC Hénin-Beaumont.

## Biographie

### Joueur
Claude Rioust commence le football au Stade Balarucois puis rejoint en 1983 le centre de formation du Montpellier HSC. Il dispute avec Laurent Blanc et Franck Passi la finale de la Coupe Gambardella en 1985, le match se conclut sur la victoire de l'AJ Auxerre trois buts à zéro. Il débute en équipe première en 1986 et participe à la montée du club en première division. Il rejoint ensuite le club voisin du FC Sète pour deux saisons en Division 2 puis en fin de contrat, retourne au Montpellier HSC où il joue avec la réserve.
EN 1991, il quitte le Sud et signe au Touquet AC en Division 3 où il inscrit trente-sept buts en trois saisons. Il rejoint en 1994 le FC Bourges mais le club alors en National est relégué administrativement en fin de saison. Il signe alors au CS Sedan Ardennes toujours en National pour un an.
En 1996, il s'engage avec l'US Boulogne qui évolue en CFA et termine en fin de saison meilleur buteur du club avec dix buts inscrits. Le club réalise également un beau parcours en Coupe de France en étant éliminer au stade des 16e de finale par le Stade lavallois. Le club atteint de nouveau en 1998 les seizième de finale de cette coupe où il est éliminé par l'Olympique de Marseille malgré un très bon match de Claude Rioust, il finit également lors de cette saison meilleur buteur du club en championnat. En 1999, il signe au Calais RUFC, club de CFA, et réalise avec ce club un superbe parcours en coupe de France. Les Calaisiens ne s'inclinent qu'en finale face au FC Nantes, Claude Rioust ne participe cependant pas à cette rencontre.

### Entraîneur
Après cette saison, il rejoint l'US Wimereux où il évolue jusqu'en 2004, puis à l'US Boulogne Côte d'Opale pour les débutants jusqu'en 2005. À partir de mai 2005, il entre en fonction 2 mois au club de Saint-Léonard avec les féminines séniors et accède avec elles en DH. Puis l'USO Rinxent, club évoluant en championnat Régional de la côte d'Opale, dont il est devient entraîneur jusque juin 2012. 
Claude Rioust commence la saison 2012-2013 au Calais RUFC comme entraîneur de l'équipe féminine puis en mars 2013, il rejoint les féminines d'Arras FCF qui évoluent en première division,. Après la relégation du club en Division 2 en mai 2015, il quitte le club. Il est nommé en novembre 2015 entraîneur du FC Hénin-Beaumont à la suite de la mise à pied de l'entraîneur Yannick Ansart. En novembre 2016, il doit renoncer à diriger l'équipe en raison de problèmes de santé.
Il retourne en mai 2017 dans son club d'origine, le Stade Balarucois, où il devient directeur sportif.

## Palmarès
- Champion de France de football de division 2 en 1987 avec le Montpellier HSC.
- Finaliste de la coupe Gambardella en 1985 avec le Montpellier HSC.